# メルセデス・ベンツ・SLK

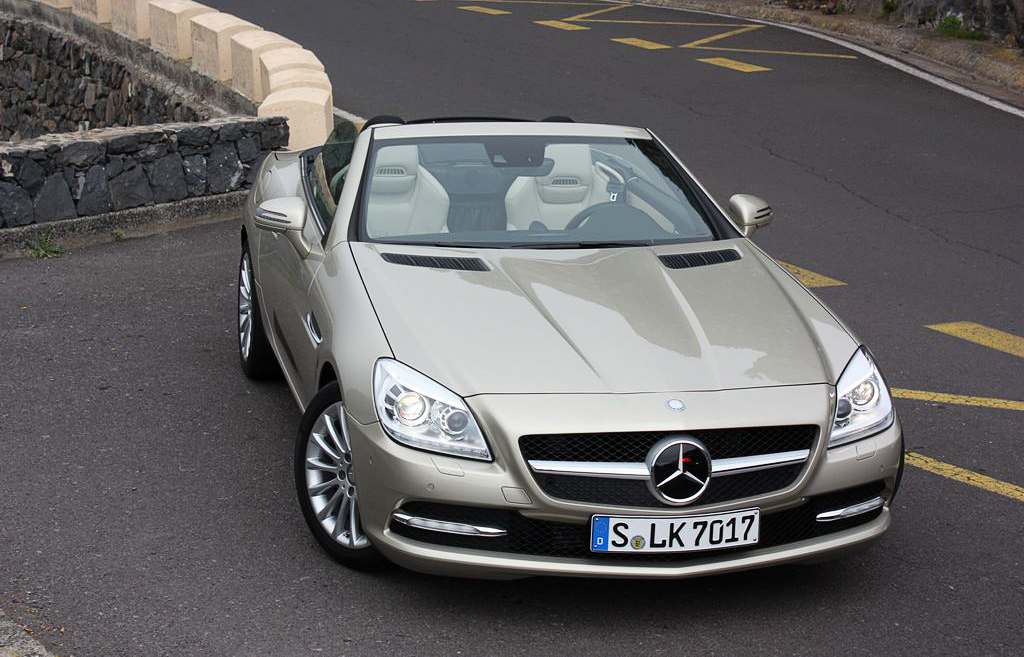
メルセデス・ベンツ・SLK250

メルセデス・ベンツ・SLK（Mercedes-Benz SLK）は、ドイツの自動車メーカーであるメルセデス・ベンツ・グループがメルセデス・ベンツブランドで展開していたクーペカブリオレタイプのスポーツカーである。
3代目（R172）のフェイスリフトを機に、「SLC」へ名称が変更された。したがって、SLKという名称は、2015年をもって消滅した。

## 概要
Cクラスベースの2シーターライトウェイトオープンカーとして登場。
1994年、量産化に先行して試作モデルが発表された。1996年の生産開始に当たっては、カルマン社が生産を請け負った。
上位モデルのSL（5代目）と同様、メルセデス・ベンツとしては初めて「バリオルーフ」を搭載し、ルーフオープンの状態から作動時間28秒でクーペ仕様に変わる。トランク容量はオープン時145L、クローズ時348Lである。
以前は、SLKクラス（SLK-Class）と呼ばれていたが、2015年の新規則による車名変更が適用され、名称が改められた。なお、ダイムラー・クライスラー時代にクライスラーブランドで販売したクロスファイアは、初代のプラットフォームを使用した派生車種である。
「CLK55 AMG」に代わり、2005年シーズンのF1セーフティカーとして採用された実績もある。

## 初代（1996年-2004年）R170

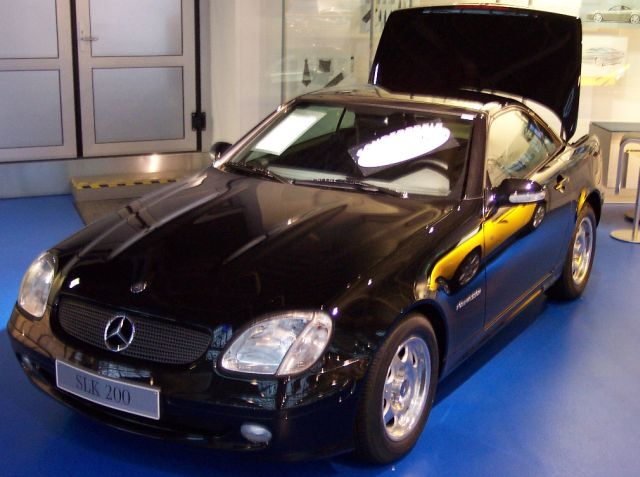
初代SLK200（欧州仕様）

日本市場では、1997年に「SLK230 コンプレッサー」と「SLK230 AMG」の販売が始まった。しかし、この年のモデルは前年度からの予約注文が殺到し、年度分が早々と完売になったため、この年の注文分は、翌年の1998年に納車というかたちになった。そのため一時は、ごく稀に出回った新古車がプレミアム価格で取引されていた。
2000年、マイナーチェンジ。「SLK230 AMG」が消失し、CクラスやEクラスと共通の3.2L V6エンジンを搭載する「SLK320」とAMGモデルの「SLK32 AMG」が新たに設定された。
また、「SLK320」をベースにAMG製のエアロパーツやアルミホイールを装着した「SLK320 スポーツライン」も用意された。

### 特徴・機構
- 日本での価格は504-809万円（最終モデル）。マイナーチェンジ前では全車左右ハンドルの選択が可能、マイナーチェンジ後では「SLK230 コンプレッサー」が右ハンドルのみ、「SLK32 AMG」が左ハンドルのみ、「SLK320」「SLK320 スポーツライン」は左右ハンドルの選択が可能という展開であった。
- サイズは3,995x1,715x1,276（mm）、ホイールベースは2,400（mm）で、機構的にはW202がベースである。
- ヨーロッパでは2.0Lの自然吸気エンジンやそのコンプレッサー仕様（ギリシャ、イタリア、ポルトガル向け）、2.3Lの自然吸気エンジンを搭載するモデルが存在した。
- 「SLK230 AMG」はAMGモデルであるが、エアロパーツの装着などエクステリアのみの変更に留まっており、パワートレインには手が加えられていないモデルである。
- 2004年に発売された特別仕様車。インチアップタイヤ・リアスポイラー・ナッパレザーシート・アルミコンソールパネル・専用フロントグリルなどの装備が施された。

### 主なモデル
| グレード                                     | 製造期間      | 排気量 | エンジン                          | 最高出力・最大トルク                | 変速機 | 駆動方式 |
| -------------------------------------------- | ------------- | ------ | --------------------------------- | ----------------------------------- | ------ | -------- |
| SLK32 AMG                                    | 2000年-2004年 | 3.2L   | V型6気筒SOHCスーパーチャージャー  | 353PS/45.9kg･m                      | 5速AT  | FR       |
| SLK320                                       | 2000年-2004年 | 3.2L   | V型6気筒SOHCエンジン              | 218PS/31.6kg･m                      | 5速AT  | FR       |
| SLK320 スポーツライン                        | 2000年-2004年 | 3.2L   | V型6気筒SOHC                      | 218PS/31.6kg･m                      | 5速AT  | FR       |
| SLK230 コンプレッサー                        | 1997年-2004年 | 2.3L   | 直列4気筒DOHCスーパーチャージャー | 193PS/28.6kg･m 後期型197PS/28.6kg･m | 5速AT  | FR       |
| SLK230 AMG                                   | 1997年-2000年 | 2.3L   | 直列4気筒DOHCスーパーチャージャー | 193PS/28.6kg･m 後期型197PS/28.6kg･m | 5速AT  | FR       |
| SLK230 コンプレッサー スペシャルエディション | 2004年        | 2.3L   | 直列4気筒DOHCスーパーチャージャー | 193PS/28.6kg･m 後期型197PS/28.6kg･m | 5速AT  | FR       |

## 2代目（2004年-2011年）R171

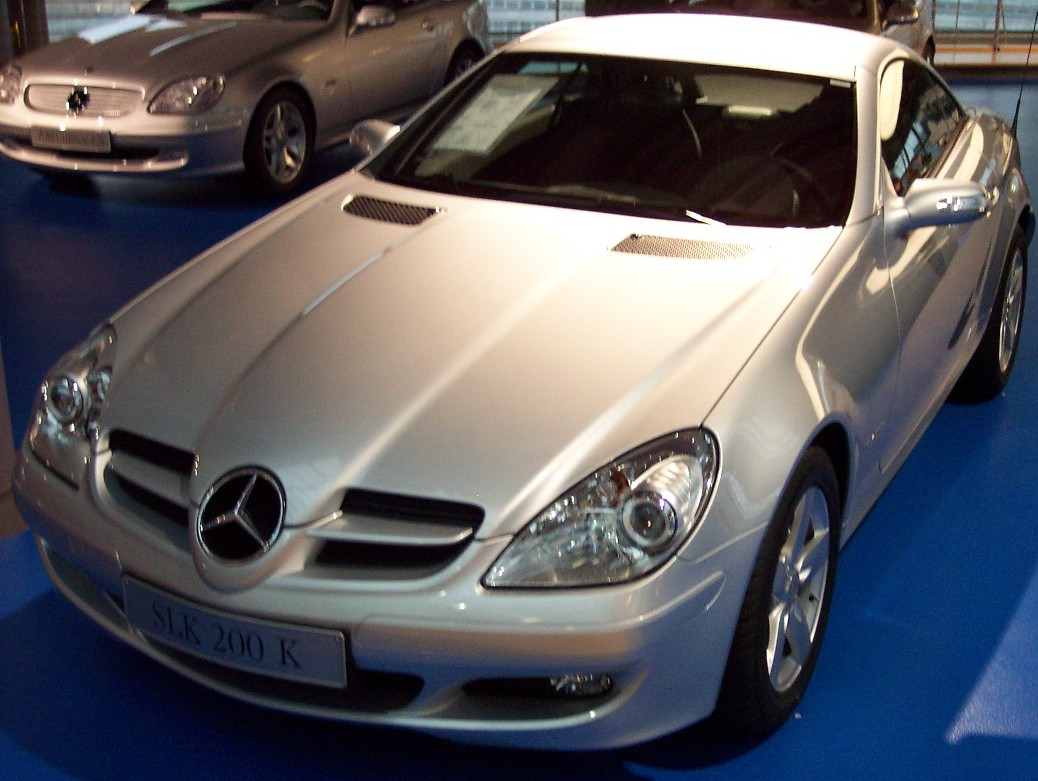
2代目SLK200 コンプレッサー

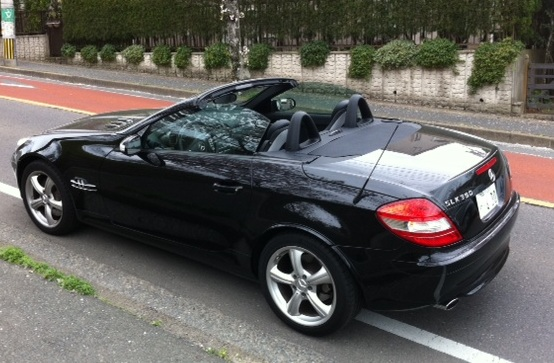
2代目SLK350オープン時

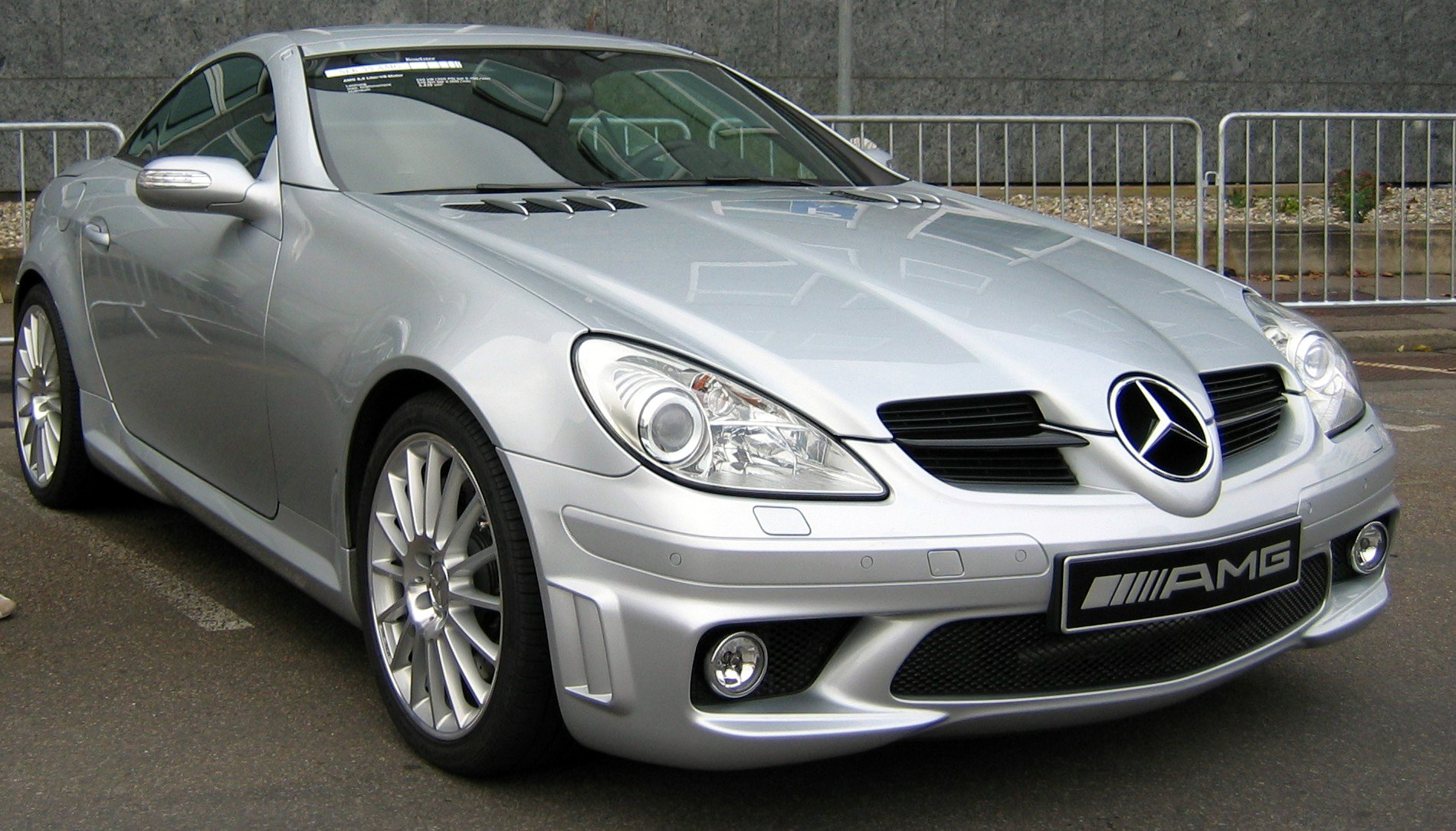
メルセデス・ベンツ・SLK55

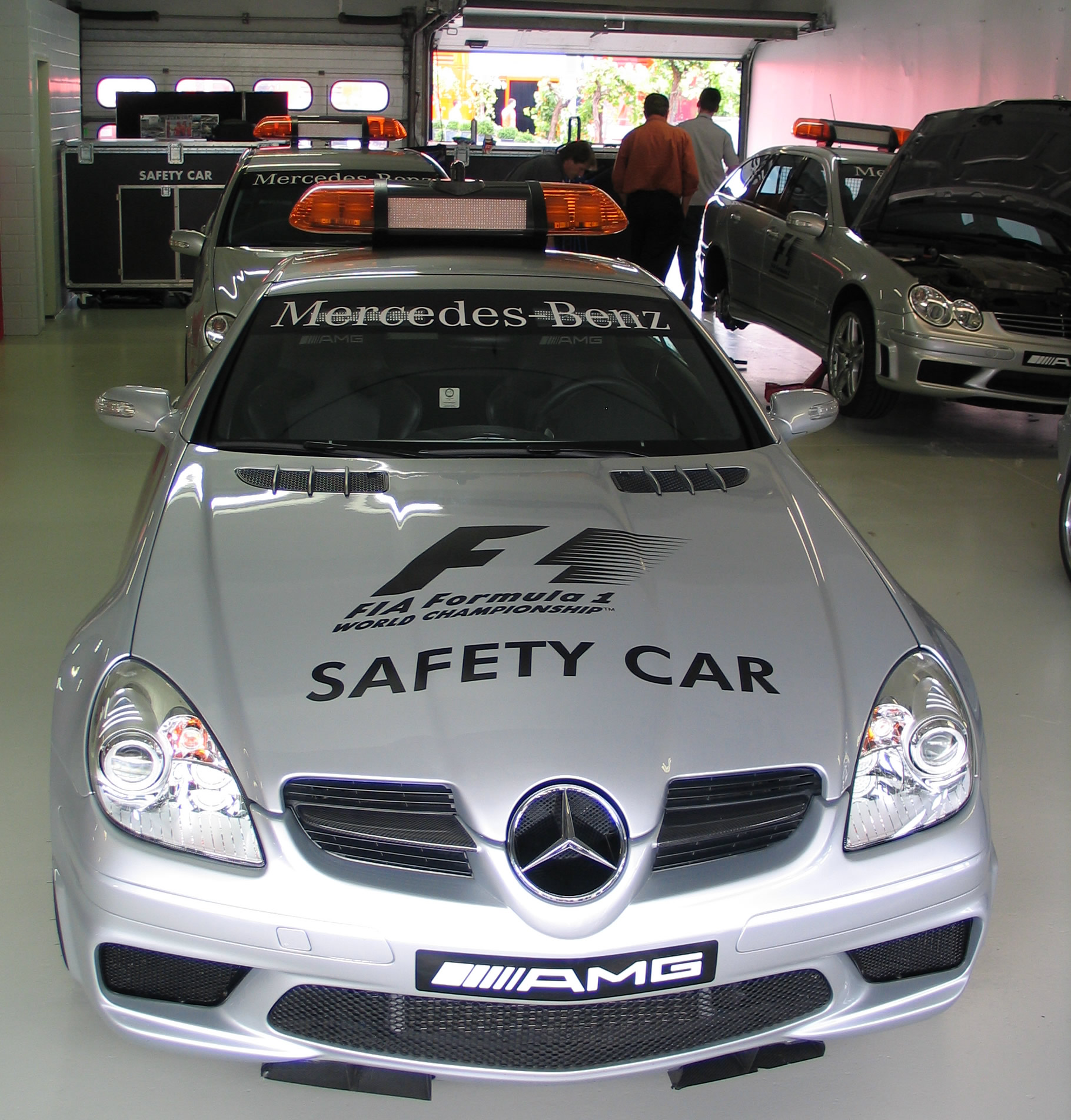
SLK55 AMG セーフティカー

2004年、モデルチェンジされ、2代目に移行した。エクステリアは、フロントエンドのデザインがSLRマクラーレンを連想させるものとなっている。サイズは4,082x1,788x1,298（mm）。
日本では、当初先代では売れ筋であった直列4気筒エンジン搭載モデルの導入が見送られ、新世代の3.5L V6エンジン（272）を積む「SLK350」とAMGモデルの「SLK55 AMG」が販売されていた。価格は672～960万円。
「SLK55 AMG」は専用のフロントグリルやAMG製のエアロパーツ、強化ブレーキ、パドルシフト、スポーツサスペンションを装備している。
2005年8月、3.0L V6エンジン（272M30）を搭載する「SLK280」を追加（価格は615万円）。
同時に「SLK350」は722万円に、「SLK55 AMG」は1,050万円に値上げされた。
| グレード  | エンジン     | 排気量 | 最高出力・最大トルク | 変速機 | 駆動方式 |
| --------- | ------------ | ------ | -------------------- | ------ | -------- |
| SLK55 AMG | V型8気筒SOHC | 5.4L   | 360PS/52.0kg･m       | 7速AT  | FR       |
| SLK350    | V型6気筒DOHC | 3.5L   | 272PS/35.7kg･m       | 7速AT  | FR       |
| SLK280    | V型6気筒DOHC | 3.0L   | 231PS/30.6kg･m       | 7速AT  | FR       |

2006年2月、直列4気筒エンジンを搭載した「SLK200 コンプレッサー」を追加。価格は552万円。
2006年、｢SLK55AMG｣にブラックシリーズを追加。世界限定120台で、日本へは正式に輸入されていない。
「SLK55 AMG」にセーフティカーに準じた強化パーツを組み込んだ「パフォーマンスパッケージ」（受注生産）が用意される。また、「SLK280」「SLK200 コンプレッサー」には大型のアルミホイールやスポーツサスペンションを装着した「スポーツパッケージ」、「SLK350」にはAMG製のアルミホイール、パドルシフトが装着される「AMG スポーツパッケージ」が存在する。
2010年4月19日、「SLK200 コンプレッサー」をベースに、designoグラファイトの外板色と「AMG スタイリングパッケージ」、18インチ5トリプルスポークアルミホイール、シルバーペイントエアインテークフィンなどを装備した特別仕様車「SLK 200 コンプレッサー Grand Edition」を発売（限定20台）。120万円相当の特別装備を施しながら、ベース車の50万円高に抑えた。SLK280は2008年5月のマイナーチェンジより輸入停止となった。
| グレード              | エンジン                                  | 排気量 | 最高出力・最大トルク | 変速機 | 駆動方式 |
| --------------------- | ----------------------------------------- | ------ | -------------------- | ------ | -------- |
| SLK55 AMG             | V型8気筒SOHC                              | 5.4L   | 360PS/52.0kg･m       | 7速AT  | FR       |
| SLK350                | V型6気筒DOHC                              | 3.5L   | 305PS/36.7kg･m       | 7速AT  | FR       |
| SLK280                | V型6気筒DOHC                              | 3.0L   | 231PS/30.6kg･m       | 7速AT  | FR       |
| SLK200 コンプレッサー | 直列4気筒DOHCエンジンスーパーチャージャー | 1.8L   | 184PS/25.5kg･m       | 5速AT  | FR       |

## 3代目（2011年-2016年）R172
2010年後半、約7年ぶりのフルモデルチェンジとして発表され、2011年の正式発売前の数カ月間、一部自動車雑誌向けにテスト車両が提供され、正式発売に評価が掲載された。
“マジックスカイコントロール”などのいくつかの機能が、2010年10月と11月に先行して発表されるという異例の処置が取られた。2011年1月、正式に発表。エクステリアにおいては、フロントエンドのデザインがSLS AMGを連想させるものとなっている。
2011年9月のフランクフルトモーターショーで、最強モデル「SLK55 AMG」（172.745）と、歴代初となるディーゼルエンジン搭載車「SLK250 CDI BlueEFFICIENCY」（172.403）を発表。SLK250 CDI BlueEFFICIENCYには、欧州向けの「Cクラス」や「Eクラス」にも採用されているOM611 2143cc直列4気筒ターボディーゼルが搭載され、最高出力204PS、最大トルク51kg･mを発生する。ディーゼル特有の力強いトルクのおかげで、SLK250 CDI BlueEFFICIENCYは、7速ATの7Gトロニックプラスとの組み合わせにより、0-100km/h加速6.7秒、最高速243km/hのパフォーマンスを発揮する。その一方、ディーゼルならではの高い環境性能を持つ。欧州複合モード燃費は20.41km/L、CO2排出量は128g/km。メルセデス・ベンツによると、スポーツカーでありながら、環境性能はサブコンパクトカーに匹敵するという。SLK55 AMGには、5,461cc V8 最高出力422PSのエンジンにAMGスピードシフトプラス 7Gトロニックが組み合わされ、こちらの欧州複合モード燃費は11.90km/L、CO2排出量は195g/km。バリオルーフの駆動は油圧で駆動される。ルーフの駆動に2本、トランクの駆動に2本、フロント側のルーフのロックに1本の合計5本の油圧ピストンシリンダーが使用される。油圧ポンプは室内の背面に設置されている。

### 日本での販売
2011年5月18日、販売開始。「SLK 200 ブルーエフィシェンシー スポーツ」「SLK 200 ブルーエフィシェンシー」「SLK 350 ブルーエフィシェンシー」が導入された。
2012年4月20日、3代目モデルの発売1周年を記念し、「SLK 200 ブルーエフィシェンシー スポーツ」をベースに、トランクリッドスポイラーリップや上級グレードの「SLK 350 ブルーエフィシェンシー」に採用されている17インチ10スポークアルミホイール、リアルタイムな道路状況に応じて常に最適なルートを案内するVICS3メディアを追加した特別仕様車「SLK 200 ブルーエフィシェンシー 1st アニバーサリーエディション」を発売。セットオプションとして、本革シート（ブラック・シートヒーター付）、エアスカーフ、エアガイド（アクリル製ピボット式ドラフトストップ）などをひとまとめにした「レザーパッケージ」を設定した。
2012年5月9日、「SLK 55 AMG」が導入された。
2013年2月20日、2012年4月に発売した特別仕様車「SLK 200 ブルーエフィシェンシー 1st アニバーサリーエディション」が好評につき、「SLK 200 ブルーエフィシェンシー トレンド」に改名し、カタロググレードに昇格。併せて、坂道発進時の後退を防ぐヒルスタートアシストを装備した6速MT車「SLK 200 ブルーエフィシェンシー MT」を追加。日本市場におけるメルセデス・ベンツMT乗用車の正規輸入は190Eシリーズ以来21年ぶりとなった。いずれのグレードもより幅広いユーザーがスポーツカーの魅力を楽しめるように、これまでの既存グレードよりも安い490万円台の価格に設定されている。
同年8月7日、一部改良。「SLK 55 AMG」を除く全グレードで「ブルーエフィシェンシー」を省いたグレード名に改名するとともに、「SLK 200」・「SLK 350」は従来オプション設定だった「AMGスポーツパッケージ」を標準装備化、「SLK 200 スポーツ」はスポーツサスペンション、新デザインの18インチ5ツインスポークアルミホイール等を追加、「SLK 55 AMG」はオプション設定の「AMGハンドリングパッケージ」のホイール色をマットブラックペイントに変更した。
同年10月3日、「SLK 200」をベースに、オプションで人気が高い「レーダーセーフティーパッケージ（BASプラス、ブラインドスポットアシスト、PRE-SAFEブレーキ、レーンキーピングアシスト、ディストロニック・プラスで構成）」や季節や天候に関係なく開放感を味わえる「マジックスカイコントロールパノラミックバリオルーフ」をはじめ、パークトロニック（パーキングガイダンス機能付）、ソーラーレッドのアンビエントライト、自動防眩ルームミラー&運転席ドアミラー、レインセンサーを特別装備するとともに、ポーラーホワイトのボディカラーにベンガルレッドのナッパレザーシートを組み合わせ、スポーティーさを際立たせた特別仕様車「SLK 200 Radar Safety Edition」を発売。100台の限定販売である。
2014年8月5日、一部改良。グレード体系が一部変更し、従来の「SLK 200 トレンド」にレーダーセーフティーパッケージ、シートヒーター、自動防眩ミラー（ルームミラー・ドアミラー）を新たに標準装備しながら価格を据え置きとし、「AMGスポーツパッケージ」をオプション設定した「SLK 200 トレンド+」と、「SLK 200」にレーダーセーフティーパッケージ、パークトロニック、キーレスゴーを新たに装備して装備内容を充実した「SLK 200 エクスクルーシブ」を新設し、「SLK 200 スポーツ」を廃止。MT車の「SLK 200 MT」は価格を据え置きながらシートヒーターと自動防眩ミラー（ルームミラー/ドアミラー）を新たに標準装備した。
2014年8月22日、特別仕様車「SLK 200 Carbon LOOK Edition（カーボンルックエディション）」を発売。「SLK 200 エクスクルーシブ」をベースに、ポリッシュ/チタニウムグレーペイントの18インチAMG5スポークアルミホイールを採用し、通常はオプション設定となっているスイッチ一つでルーフトップの透過率を瞬時に変更できるマジックスカイコントロールパノラミックバリオルーフを特別装備。インテリアトリムはベース車では設定されていないAMGカーボンインテリアトリムを採用するとともに、シートとセンターパネルにはdesignoチタニウムグレーパールインサート（グリーンパイピング付）を施したブラックナッパレザー仕様とし、シートのヘッドレストにはカーボンパターンエンボスも施された。100台の限定販売である。
2015年8月20日、一部改良。エンジンを2.0L直列4気筒BlueDIRECTエンジンである274型に置換するとともに、「SLK 200 トレンド+」と「SLK 200 エクスクルーシブ」はトランスミッションを9速ATの「9G-TRONIC」に変更して多段化した。装備面では、「SLK 200 トレンド+」は従来オプション設定だった「AMGスポーツパッケージ」を標準装備化するとともに、熱線を反射する特殊コーティングにより、通常の本革に比べて夏のシート表面温度の上昇を抑える「サンリフレクティングレザー」やヘッドレスト下部から温風を吹き出す「エアスカーフ」も標準装備。「SLK 200 エクスクルーシブ」は従来オプション設定だった「ダイナミックハンドリングパッケージ」と「マジックスカイコントロールパノラミックバリオルーフ」を標準装備した。なお、今回の一部改良に伴い、「SLK 350」と「メルセデスAMG SLK 55」は販売終了となった。
2016年6月2日、大幅改良を機に、SLCへ名称が変更され、SLKとしての販売は終了した。
| 日本における現行グレード ※「Mercedes-AMG SLK 55」は2015年5月に、それ以外のグレードは2013年8月にグレード名を改名、価格は2014年4月以降の価格（8%消費税込） | 日本における現行グレード ※「Mercedes-AMG SLK 55」は2015年5月に、それ以外のグレードは2013年8月にグレード名を改名、価格は2014年4月以降の価格（8%消費税込） | 日本における現行グレード ※「Mercedes-AMG SLK 55」は2015年5月に、それ以外のグレードは2013年8月にグレード名を改名、価格は2014年4月以降の価格（8%消費税込） | 日本における現行グレード ※「Mercedes-AMG SLK 55」は2015年5月に、それ以外のグレードは2013年8月にグレード名を改名、価格は2014年4月以降の価格（8%消費税込） | 日本における現行グレード ※「Mercedes-AMG SLK 55」は2015年5月に、それ以外のグレードは2013年8月にグレード名を改名、価格は2014年4月以降の価格（8%消費税込） | 日本における現行グレード ※「Mercedes-AMG SLK 55」は2015年5月に、それ以外のグレードは2013年8月にグレード名を改名、価格は2014年4月以降の価格（8%消費税込） | 日本における現行グレード ※「Mercedes-AMG SLK 55」は2015年5月に、それ以外のグレードは2013年8月にグレード名を改名、価格は2014年4月以降の価格（8%消費税込） | 日本における現行グレード ※「Mercedes-AMG SLK 55」は2015年5月に、それ以外のグレードは2013年8月にグレード名を改名、価格は2014年4月以降の価格（8%消費税込） |
| グレード | 排気量 | エンジン | 最高出力・最大トルク | 変速機 | 駆動方式 | 日本販売期間 | 価格 |
| --- | --- | --- | --- | --- | --- | --- | --- |
| SLK 200 MT | 1,794cc | 271型 直列4気筒DOHCターボチャージャー | 184PS/270Nm | 6MT | FR | 2013年2月 - 2015年8月 | 499万円 |
| SLK 200 MT | 1,991cc | 274型 直列4気筒DOHCターボチャージャー | 184PS/300Nm | 6MT | FR | 2015年8月 - 2016年6月 | 509万円 |
| SLK 200 トレンド | 1,794cc | 271型 直列4気筒DOHCターボチャージャー | 184PS/270Nm | 7G-TRONIC PLUS | FR | 2013年2月 - 2014年8月 | 512.2万円 |
| SLK 200 トレンド+ | 1,794cc | 271型 直列4気筒DOHCターボチャージャー | 184PS/270Nm | 7G-TRONIC PLUS | FR | 2014年8月 - 2015年8月 | 512.2万円 |
| SLK 200 トレンド+ | 1,991cc | 274型 直列4気筒DOHCターボチャージャー | 184PS/300Nm | 9G-TRONIC | FR | 2015年8月 - 2016年6月 | 551万円 |
| SLK 200 スポーツ | 1,794cc | 271型 直列4気筒DOHCターボチャージャー | 184PS/270Nm | 7G-TRONIC PLUS | FR | 2011年5月 - 2014年8月 | 540万円 |
| SLK 200 | 1,794cc | 271型 直列4気筒DOHCターボチャージャー | 184PS/270Nm | 7G-TRONIC PLUS | FR | 2011年5月 - 2014年8月 | 606.8万円 |
| SLK 200 エクスクルーシブ | 1,794cc | 271型 直列4気筒DOHCターボチャージャー | 184PS/270Nm | 7G-TRONIC PLUS | FR | 2014年8月 - 2015年8月 | 620万円 |
| SLK 200 エクスクルーシブ | 1,991cc | 274型 直列4気筒DOHCターボチャージャー | 184PS/300Nm | 9G-TRONIC | FR | 2015年8月 - 2016年6月 | 653万円 |
| SLK 350 | 3,498cc | 276型 V型6気筒DOHC | 306PS/370Nm | 7G-TRONIC PLUS | FR | 2011年5月 - 2015年8月 | 792万円 |
| メルセデス-AMG SLK 55 | 5,461cc | 152型 V型8気筒DOHC | 422PS/540Nm | 7G-TRONIC PLUS | FR | 2012年5月 - 2015年8月 | 1,121.1万円 |

## その他
- 初代のR170モデルは、当時唯一の電動格納式ハードトップを搭載した車で価格も兄貴分にあたるR129 SLクラスの半値以下だったこともあって大いに売れ、その勢いはSLの売り上げをも脅かしたという。
- バリオルーフの開発にあたって、メルセデスはホンダ・CR-Xデルソルを購入し、同車にオプションとして用意されていた“トランストップ”を徹底的に研究した。